# Автошлях Т 2534
Автошля́х Т 2534 — автомобільний шлях територіального значення у Чернігівській області. Пролягає територією Корюківського, Сновського та Менського районів через Корюківку — Синявку — Блистову — Мена. Загальна довжина — 84,5 км.

## Маршрут
Автошлях проходить через такі населені пункти:
| Автошлях Т 2532      |                    |
| Чернігівська область |                    |
| Корюківський район   |                    |
| Корюківка            | Т 2512Т 2532Т 2536 |
| Піски                |                    |
| Верхолісся           |                    |
| Олександрівка        |                    |
| Воловики             |                    |
| Сновський район      |                    |
| Руда                 |                    |
| Менський район       |                    |
| Синявка              |                    |
| Городище             |                    |
|                      | Н27                |
| Стольне              |                    |
| Семенівка            |                    |
| Блистова             |                    |
| Бірківка             |                    |
| Осьмаки              |                    |
| Ліски                |                    |
| Мена                 | Н27Т 2536Т 2542    |